# Paolo Emilio Sfondrati
Paolo Emilio Sfondrati, né à Milan le 21 mars 1560 et mort à Tivoli le 14 février 1618, est un cardinal italien du XVIe siècle et du début du XVIIe siècle.
Il est un neveu du pape Grégoire XIV, un petit-neveu du cardinal Francesco Sfondrati (1544) et le grand-oncle du cardinal Celestino Sfondrati (1565).

## Repères biographiques
Sfondrati est un ami du saint Philippe Neri.
Le pape Grégoire XIV le crée cardinal lors du consistoire du 19 décembre 1590. Le cardinal nipote est gouverneur de Fermo et de Spolète et légat apostolique en Bologne et Romagne. Il est nommé préfet du tribunal suprême de la Signature apostolique.
Sfondrati participe au conclave de 1591, lors duquel Innocent IX est élu, au conclave de 1592 (élection de Clément VIII) et aux deux conclaves de 1604 (élection de Léon XI et de Paul V).
Le cardinal Sondrati est camerlingue du Sacré Collège en 1607-1608. En 1607 il est élu évêque de Crémone et est consacré le 16 septembre de la même année par Alfonso Visconti avec comme co-consécrateurs Alessandro Strozzi (en) et Rutilio Benzoni.

## Succession apostolique
Paolo Emilio Sfondrati a ordonné les évêques suivants :
- Évêque Juan Torres de Osorio (1613)
- Évêque Juan Serrano Ortiz, O.F.M.Obs. (1613)
- Évêque Clemente Gera (en) (1613)
- Évêque Crisostomo Antichi (hr), O.S.B. (1615)
- Archevêque Vincenzo Lanteri, C.O. (1616)